# Cesnola-Maler

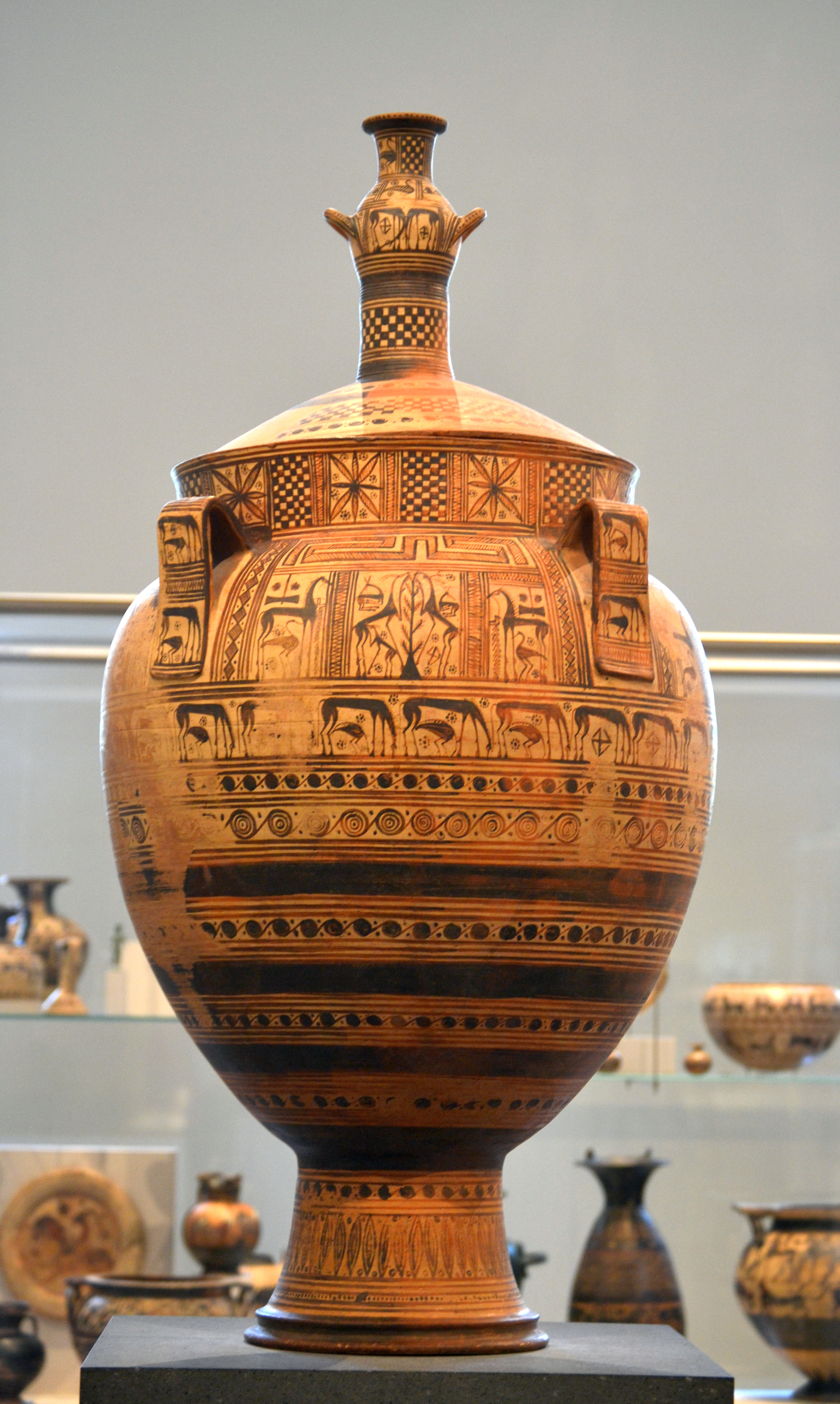
Der Cesnola-Krater, New York, Metropolitan Museum.

Cesnola-Maler ist der Notname eines anonymen euböischen Vasenmalers der spätgeometrischen Zeit. Seine Werke werden in die Zeit um 750 bis 740 v. Chr. datiert.
Der Cesnola-Maler erhielt seinen Namen nach Luigi Palma di Cesnola, zu dessen in Zypern zusammengetragener Sammlung ein vom Cesnola-Maler bemalter Krater ursprünglich gehörte. Seit 1874 befindet er sich im Metropolitan Museum of Art in New York (Inventarnummer 74.51.965). Der auf Zypern gefundene Cesnola-Krater ist in Form und Gestaltung recht ungewöhnlich und hatte lange zu Vermutungen um die Herkunft von Künstler und Werk Anlass gegeben. Durch Neufunde und Tonanalysen ist mittlerweile die Herkunft aus Euböa gesichert. Die Werke des Malers werden der Phase Euböisch LG I (= euböisch Late Geometric I) zugeordnet.
Der Cesnola-Maler verbindet in seinen Arbeiten Einflüsse aus Vorderasien mit Traditionen des griechischen Mutterlandes und inselgriechischen Stilen. John Boardman postulierte insbesondere starke Einflüsse von Naxos. Er verzierte vor allem Kratere und Kannen, die unter anderem auf beziehungsweise in Zypern, Delos, Samos, Eretria, Lefkandi und Al Mina gefunden wurden. Sein robuster Stil brachte mehrere Neuerungen, etwa die Darstellung von Ziegen auf Bäumen, verbundene Kleckse oder handgemalte konzentrische Kreise.